# Dmitrj Larionov
Dmitrj Larionov (ryska: Дмитрий Ларионов), född den 22 december 1985 i Nizjnij Tagil, Ryssland, är en rysk kanotist.
Han tog OS-brons i C2 i slalom i samband med de olympiska kanottävlingarna 2008 i Peking.